# إيثان إمبري
إيثان إمبري (بالإنجليزية: Ethan Embry)‏ مواليد 13 يونيو 1978 في هونتينغتون بارك، الولايات المتحدة، هو ممثل أمريكي بدأ مسيرته الفنية سنة 1991.

## الأعمال
| السنة | العمل                                        | الدور       |
| ----- | -------------------------------------------- | ----------- |
| 2002  | سويت هوم ألاباما                             | بوبي راي    |
| 2004  | هارولد وكومار يذهبان إلى مطعم القلعة البيضاء |             |
| 2005  | نمبرز                                        |             |
| 2006  | القانون والنظام: النية الإجرامية             |             |
| 2007  | الوظائف الشاغرة                              |             |
| 2008  | إيجل آي                                      |             |
| 2010  | هاوس                                         |             |
| 2011  | سي إس آي: ميامي                              |             |
| 2012  | غريز أناتومي                                 | ديفيد مور   |
| 2012  | دروب ديد ديفا                                | مارك بيكر   |
| 2013  | كان ياما كان                                 |             |
| 2013  | إثارات رخيصة                                 |             |
| 2014  | الضيف                                        |             |
| 2015  | غرايس وفرانكي                                |             |
| 2015  | الموتى السائرون                              |             |
| 2015  | عطلة                                         |             |
| 2015  | حلوى الشيطان                                 | جيسي هيلمان |

## روابط خارجية
- إيثان إمبري على موقع IMDb (الإنجليزية)
- إيثان إمبري على موقع ألو سيني (الفرنسية)
- إيثان إمبري على موقع أول موفي (الإنجليزية)
- إيثان إمبري على موقع قاعدة بيانات الأفلام السويدية (السويدية)
- إيثان إمبري على موقع إن إن دي بي (الإنجليزية)
- إيثان إمبري على موقع قاعدة بيانات الفيلم (الإنجليزية)
- إيثان إمبري على موقع كينوبويسك (الروسية)